# حزينة (عين العرب)
حزينة قرية سوريّة تتبع إداريّاً لمحافظة حلب منطقة عين العرب ناحية مركز عين العرب، بلغ تعداد سكانها 1,103 نسمة حسب التعداد السكاني لعام 2004.